# Rakovina vaječníků
Rakovina vaječníků (ovariální rakovina) je obecný výraz pro zhoubné nádorové onemocnění vaječníků. V případě tohoto druhu rakoviny se nejčastěji jedná o epiteliální karcinom vaječníku, který se tvoří z buněk ležících na povrchu vaječníků.

## Příznaky
Rakovina vaječníků je nebezpečná tím, že nádor dlouhou dobu nezpůsobuje žádné potíže. Nemusí být objeven ani při běžné gynekologické prohlídce. Na rozdíl od dalších zhoubných nádorů tak tento typ rakoviny bývá vzácně objeven v počátečním stadiu. U pokročilejších nádorů nastupují neurčité příznaky, jako pobolívání břicha, nadýmání, pálení žáhy. Jak nádor roste, malé části se z něj uvolňují a zakládají druhotná ložiska – metastázy – na povrchu střevních kliček, pobřišnici či povrchu jater. Tato ložiska často produkují tekutinu, která se hromadí v břišní dutině – tzv. ascites. Nádorové buňky mohou projít i přes bránici a usadit se v pohrudniční dutině. Teprve toto pokročilé stadium provázejí jasnější příznaky: zvětšování břicha a bolest z napětí břišní stěny, časté močení či zácpa způsobené tlakem na močový měchýř nebo konečník, dále nechutenství, zvracení i dýchací obtíže.

## Rizikové faktory
- karcinom vaječníků u blízkých příbuzných
- jiné prodělané onkologické onemocnění, např. karcinom prsu
- věk - s přibývajícím věkem roste i riziko tohoto onemocnění. Kritické období nastává zejména po menopauze, což dokazuje i polovina postižených pacientek, které jsou starší 63 let.[2]
- více ohrožené jsou ženy, které začaly menstruovat před 12. rokem života
- riziko přináší léky na neplodnost (klomifencitráty)
- kouření, konzumace nadměrného množství alkoholu

## Prevence
Možnosti, které mohou snížit riziko vzniku nemoci:
- užívání hormonální perorální antikoncepce po dobu minimálně tří let snižuje riziko rakoviny vaječníků o 30–50 %
- částečně ochranné účinky má těhotenství a dostatečně dlouhé kojení (minimálně po dobu jednoho roku)
- strava bohatá na zeleninu

## Známé ženy, které onemocněly rakovinou vaječníků
- Kate O'Mara (1939–2014) – britská televizní, filmová a divadelní herečka
- Jessica Tandy (1909–1994) – britská herečka
- Loretta Youngová (1913–2000) – americká herečka
- Shannon Miller (* 1977) – americká gymnastka
- Jana Novotná (1968–2017) – česká tenistka
- Rosalind Franklinová (1920-1958) - britská biofyzička, chemička a bioložka